# Croatia Airlines
Croatia Airlines (česky: chorvatské aerolinie, IATA: OU, ICAO: CTN) je národní leteckou společností a vlajkovým dopravcem Chorvatska. Sídlí v Záhřebu a svou hlavní základnu má na mezinárodním letišti Pleso. Společnost je od roku 2004 členem asociace Star Alliance.
V roce 2008 zaznamenaly Croatia Airlines čistý zisk ve výši 38 milionů kun a přepravily 1 870 000 cestujících.

## Historie
Aerolinky byly založeny 20. července 1989 pod názvem Zagal - Zagreb Airlines a začaly provozovat lety dopravní pomocí jediného stroje Cessna 402 pro společnost United Parcel Service. Po prvních demokratických volbách v Chorvatsku Zagal 23. července 1990 změnily svůj název na Croatia Airlines.

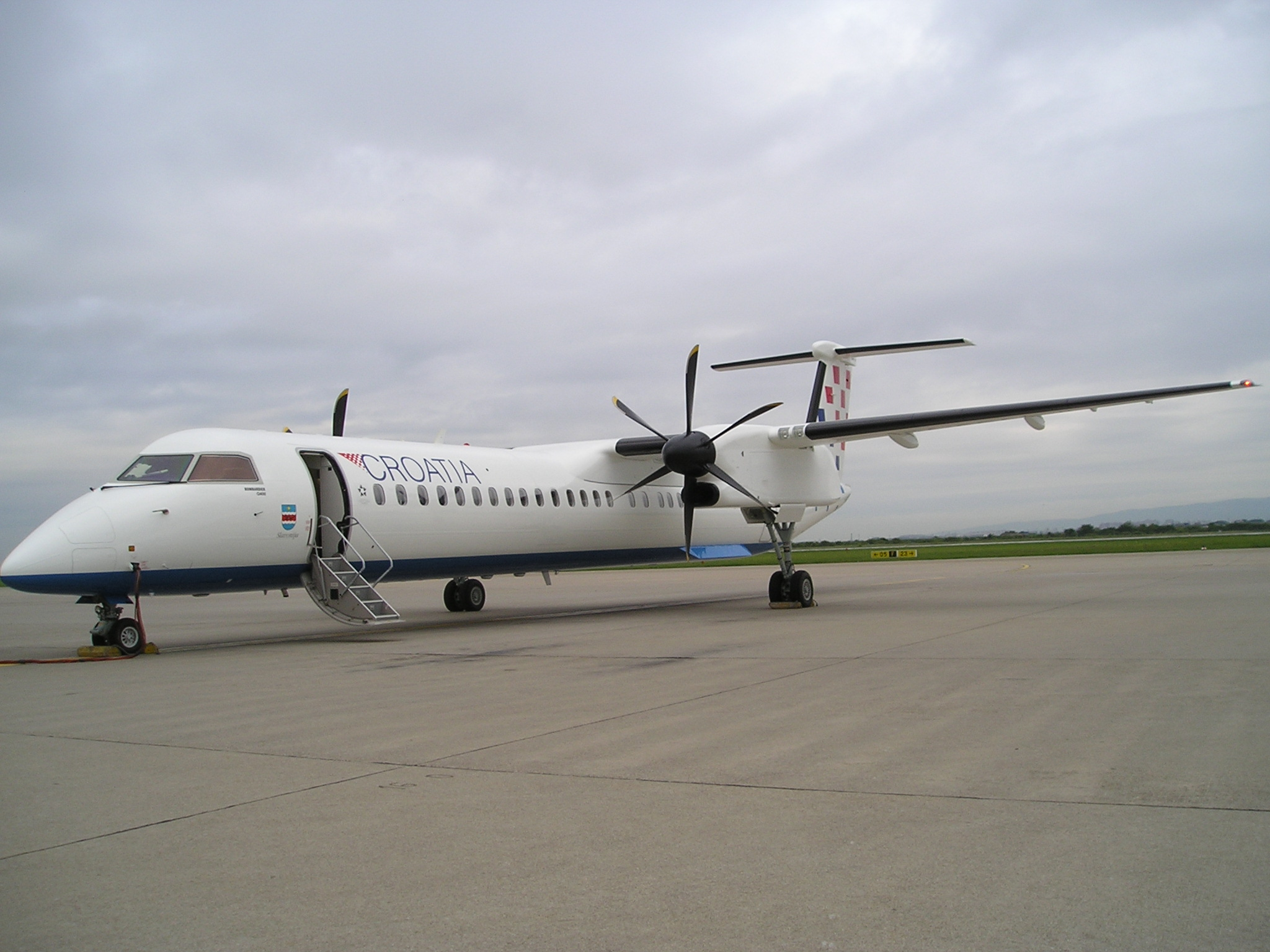
Bombardier Q400 v barvách Croatia Airlines

V roce 1991 podepsaly Croatia Airlines dohodu se slovinskou národní leteckou společností Adria Airways o pronajmutí letounu McDonnell Douglas MD-82, se kterým zahájily vnitrostátní linky mezi Záhřebem a Splitem.
Z důvodu probíhajícího válečného konfliktu a uzavření vzdušného prostoru nad Chorvatskem byla společnost nucena tuto linku zrušit. Ihned po opětovném zahájení provozu získaly Croatia Airlines od společnosti Lufthansa tři Boeingy 737 a staly se členem Mezinárodní asociace leteckých dopravců (IATA). Toho roku také otevřely svou první mezinárodní linku do Frankfurtu nad Mohanem.
V roce 1993 přibyly do flotily dva letouny ATR 42, dva další Boeingy 737 a bylo také otevřena řada kanceláří společnosti v několika evropských městech. Toho roku společnost koupila cestovní kancelář Obzor pro organizování zájezdů pro skupiny i jednotlivce. O rok později společnost přepravilo svého miliontého cestujícího. Papež Jan Pavel II. si Croatia Airlines v roce 1994 vybral jako přepravce pro svou návštěvu Chorvatska.
V roce 1995 flotilu doplnil další letoun ATR 42 a společnost přepravila svého dvou miliontého cestujícího. O rok později se Croatia Airlines staly prvními aerolinkami létajícími do Sarajeva po Válce v Bosně a Hercegovině. V roce 1997 přibyl do flotily společnosti první Airbus A320, nesoucí jméno Rijeka a v roce 1998 první Airbus A319, nesoucí jméno Zadar. V tomto roce se Croatia Airlines staly členem Asociace evropských aerolinií (AEA). V roce 1999 se flotila rozšířila o další dva nové Airbusy a společnost začala prodávat Boeingovou část letového parku. V té době přepravily již 5 milionů cestujících.
V roce 2000 dorazily další dva Airbusy a byl otevřen automatizovaný systém prodeje letenek. V roce 2001 společnost získala osvědčení o technické kontrole a údržbě od německého leteckého úřadu Luftfahrt-Bundesamt. 18. listopadu 2004 se Croatia Airlines staly členem Star Alliance.
V roce 2008 byly tři letadla ATR 42 pro krátký dolet nahrazena šesti letadly Bombardier Q400, z nichž první byl doručen v květnu.
V červenci 2009 Croatia Airlines přepravily již 20 000 000.